# Lyssa Chapman
Lyssa Rae Chapman (Denver; 10 de junio de 1987), más conocida como "Baby Lyssa", es una  empresaria estadounidense, exagente de fianzas y cazarrecompensas, famosa por su actuación en el programa Dog, el cazarrecompensas, del canal televisivo A&E, donde, junto con su padre, Duane "Dog" Chapman, y varios amigos y familiares, persiguen y capturan fugitivos.

## Carrera y vida personal
Lyssa Rae Chapman es la novena de los doce hijos de Duane "Dog" Chapman.  Su madre es la tercera esposa, Lyssa Rae Brittain (apellido de soltera Greene). A la hija se la conoce como "Baby Lyssa" para distinguirla de su madre "Big Lyssa"  ("Gran Lyssa" en español). Fue criada por su padre hasta la edad de 10 años, a partir de entonces se fue a vivir con su madre a la pequeña ciudad de Anderson, en Alaska, sin tener ningún contacto con su padre durante seis años. Más tarde se unió a él para formar parte de la agencia de fianzas familiar, Da Kine Bail Bonds. En 2013 dejó de trabajar con su familia y de aparecer en el espectáculo televisivo (reality show) basado en el mismo.
La primera hija de Lyssa, Abbie Mae Chapman, nació el día después de su decimoquinto cumpleaños. El padre de la criatura tenía 24 años en la época, según fue revelado en una entrevista durante el segundo embarazo de Lyssa. Como consecuencia, fue arrestado por el delito de estupro.
El 20 de febrero de 2009, Lyssa se casó con Brahman "Bo" Galanti (nacido el 24 de febrero de 1973) en Oahu, Hawái. La pareja ha tenido una criatura juntos, Madalynn Grace Galanti, además de los niños aportados por otras relaciones. En febrero de 2011, Lyssa solicitó el divorcio de Galanti. El 15 de marzo de 2011, Lyssa fue arrestada por los delitos de daños a la propiedad y asalto a un agente policial.
La editorial estadounidense Howard Books, una división de Simon & Schuster, publicó el 7 de mayo de 2013 una autobiografía de Chapman:  Walking on Eggshells: Discovering Strength and Courage Amid Chaos (="Andando sobre cáscaras de huevos: Descubriendo fuerza y valor entre el caos"). El libro fue escrito en colaboración con Lisa Wysocky.
Desde 2018, Lyssa se comprometió con Leiana Evensen su copropietaria en un negocio de solárium.